# Kőzetliszt
A kőzetliszt vagy aleurit a törmelékes üledékek, az agyag és a homok közé eső szemcsékből álló része. Mérethatárait a különféle osztályozó rendszerek eléggé sokféleképpen szabják meg.

## Szemcseméret-tartományok
A kőzetliszt méret gyakorlatilag a törmelékes aprózódás alsó határa; az ennél kisebb szemcsék már zömmel agyagásványokból állnak – az az üledék, amelyben az agyag van többségben. Ezen az alapon, amit azonban nem minden szerző fogad el, a kőzetliszt szemcsék mérettartományának alsó határa viszonylag objektív lehetne – itt a „viszonylag” azt jelenti, hogy az egyes szerzők nem túl különbözően szabnák meg. A különböző szedimentológiai rendszerekben, illetve társtudományokban azonban a
- 0,002 mm,
- 0,0039 mm,
- 0,005 mm,
- 0,01 mm

alsó mérethatárral egyaránt találkozhatunk. E bizonytalanság oka, hogy az agyagásványok gyakran aggregátumokba állnak össze, és az ilyen agyagásvány-aggregátumok mérete gyakran eléri a 0,05 mm-t. A kőzetliszt- és agyagszemcsék együttes megjelenése, kémiai üledékekbe keveredése a keverékkőzetek igen változatos sorozatait hozza létre. A kőzetlisztet és az agyagot együtt pélitnek nevezzük; pélites üledékekből keletkeztek a Föld leggyakoribb üledékes kőzetei.
A kőzetlisztnél nagyobb szemcséket homoknak nevezzük. A homok és a kőzetliszt ásványtanilag azonos, csak a szemcsék mérete tér el. Mivel e két kategória mérethatára nagyrészt szubjektív, az egyes, elfogadottabb rendszerekben az alábbi méretekkel találkozhatunk:
- 0,02 mm,
- 0,05 mm,
- 0,06 mm,
- 0,063 mm,
- 0,1 mm.

Hidraulikai megfontolásokból a földtanban a legtöbb szerző a 0,002 mm alsó és a 0,06 mm felső határt fogadja el.
Mivel e mérettartomány meglehetősen tág (a szemcseméret fölső határa legalább tízszerese az alsónak), a kőzetliszt kategóriát az egyes rendszerek további 3-4 alkategóriára bontják, és szemcseméret szerint megkülönböztetik a
- durva,
- középszemű,
- finomszemű,
- (nagyon finomszemű)

kőzetliszt tartományokat.
Magyarországon a földtan a leggyakrabban használt felosztás szerint a kőzetliszt méretű szemcséket két méretkategóriára bontja:
- 0,06–0,02 mm – durva kőzetliszt,
- 0,02–0,002 mm – finom kőzetliszt.

## Keletkezése
A szélfútta anyagból lerakódó és zömmel kőzetliszt méretű szemcsékből álló kőzet a lösz; a vízből kiülepedő kőzetlisztet iszapnak nevezzük. Az iszapok kötöttsége szerint megkülönböztetjük a vízben széteső, laza aleuritot, az erősebben kötött, tömör aleurolittól.